# Magyar nemzeti jelképek használata
A többször módosított 1949. évi XX. törvény - A Magyar Köztársaság Alkotmánya - 76. §-a határozza meg, és az 1995. évi LXXXIII. törvény szabályozza azt, hogy kik, illetve mely hivatalos szervek használhatják a Magyar Köztársaság címerét és zászlaját.

## A nemzeti jelképek használata
Eszerint a Magyar Köztársaság címerét (köznevén Magyarország címere) az Országgyűlés, az országgyűlési képviselő, a köztársasági elnök, az Alkotmánybíróság, az Alkotmánybíróság tagjai, az országgyűlési biztosok (ombudsmanok), az Állami Számvevőszék, a Magyar Nemzeti Bank, a kormány, a kormány tagjai, a fegyveres erők, a helyi önkormányzat, a bíróság, az ügyészség, a rendvédelmi szervek és közigazgatási feladatot ellátó szervek, továbbá ezek hivatalai, illetőleg a felsoroltak képviseletére jogosult személyek a hivatali feladataik ellátása során külön engedély nélkül használhatják illetve helyezhetik el a hivatali helyiségeikben. Szerepelhet bankjegyen is a címer, de természetes- vagy jogi személy nem használhatja. A sportolók csak akkor használhatják a címert, ha a sportot felügyelő miniszter és a külügyminiszter azt együttesen engedélyezi.
Arról, hogy a Magyar Köztársaság zászlaja(Magyarország zászlaja) hogyan néz ki, szintén az Alkotmány 76. §-a rendelkezik. Azt, hogy a címer benne lehet-e a zászlóban, a már említett 1995. évi LXXXIII. törvény alapján a címer használatára jogosult szerv vezetője engedélyezheti.
Az 1991. évi VIII. törvény rendelkezik a Magyar Köztársaság állami ünnepeiről. Eszerint a Magyar Köztársaság nemzeti ünnepei:
- március 15., az 1848-49-es forradalom és szabadságharc kezdetének, a modern parlamentáris Magyarország megszületésének a napja,
- augusztus 20., államalapító Szent István ünnepe, Magyarország állami ünnepe,
- október 23., az 1956-os forradalom és szabadságharc kezdetének, valamint a Magyar Köztársaság - a harmadik köztársaság - kikiáltásának a napja (1989).

Ezeken a napokon ki kell tenni a nemzeti zászlót az épületekre.
A Magyar Köztársaság himnusza (Magyarország himnusza) Kölcsey Ferenc és Erkel Ferenc szerzeménye, és a Szózat (szerzők: Vörösmarty Mihály és Egressy Béni) csak akkor ünnepélyes, ha valóban indokolt esetben szólal meg. Játszhatja zenekar, énekelheti énekkar vagy szólhat hanglemezről/magnóról/CD-ről. Annak, aki nem énekli, illendő csendben maradnia. A két zenemű hallgatása közben illik egyenesen állni, a két kéz a test két oldalán. Az egyenruhásoknak ilyenkor tisztelegniük kell.
Piros-fehér-zöld szalag: nemzeti jelkép, nem érhet a földre, ahogy a zászló vagy lobogó sem. Avatáskor, ünnepi megnyitókon szokás használni. Az elvágott szalagot két segítő megfogja, nehogy az a földre essen.